# Eagle (Idaho)
Eagle ist eine Stadt im Ada County, Idaho. Sie hatte bei der Volkszählung 2020 des US Census Bureau 30.346 Einwohner. Eagle befindet sich im Treasure Valley und bildet einen Vorort der Stadt Boise.

## Demografie
Nach einer Schätzung von 2019 leben in Eagle 29.796 Menschen. Die Bevölkerung teilt sich im selben Jahr auf in 93,0 % Weiße, 0,5 % Afroamerikaner, 0,6 % amerikanische Ureinwohner, 2,2 % Asiaten, 0,4 % Ozeanier und 2,3 % mit zwei oder mehr Ethnizitäten. Hispanics oder Latinos aller Ethnien machten 5,1 % der Bevölkerung aus. Das mittlere Haushaltseinkommen lag bei 92.807 US-Dollar und die Armutsquote bei 5,0 %.
| Jahr | Einwohner¹ |
| ---- | ---------- |
| 1980 | 2.620      |
| 1990 | 3.327      |
| 2000 | 11.085     |
| 2010 | 19.908     |
| 2020 | 30.346     |

¹ 1980–2020: Volkszählungsergebnisse

## Film und Fernsehen
Der Film Bronco Billy mit Clint Eastwood wurde in Eagle gedreht.